# Rosa Ethofer
Rosa Ethofer, verheiratete Rosa Schüller, (24. Februar 1877 in Wien – 3. September 1939 in Weimar) war eine österreichisch-deutsche Opernsängerin (Sopran/Mezzosopran/Alt) und Gesangspädagogin.

## Leben
Rosa Ethofer nahm Unterricht bei Irene Schlemmer-Ambros und wurde 1898 ans Leipziger Stadttheater engagiert, wo sie als „Fricka“ in Rheingold, „Walküre“ und „Ortrud“ debütierte. Nach zweijähriger Tätigkeit kam sie ans Hoftheater nach Dessau und wurde 1902 nach erfolgreich absolviertem Gastspiel als „Azucena“, „Ortrud“, „Carmen“, beide „Fricka“, als erste Altistin verpflichtet. 1901 und 1902 wirke die Künstlerin auch bei den Bayreuther Festspielen in Bayreuth mit, wo sie sich als „Solo-Blumenmädchen“ und „zweiter Knappe“ in Parsifal sowie als „Siegrune“ in Walküre als tüchtige Sängerin erwies.
Ihr Repertoire umfasste sämtliche Alt- und Mezzosopranpartien und wären beispielsweise „Azucena“, „Ortrud“, „Carmen“, beide „Fricka“, „Erda“, „Waltraute“ als besonders prächtig zu erwähnen. Man lobte ihre stattliche Erscheinung, das charakteristische Minenspiel und den bestrickenden Reiz ihrer Stimme. Auch anerkannte man ihre geradezu musterhafte Aussprache mit welcher eine langsame Phrasierung Hand in Hand ging. Wie ihre gesanglichen so wurden auch ihrer schauspielerischen Darbietungen als lobenswert bezeichnet.
Gastspiele gab sie ab 1903 oft an den Hoftheatern von Wiesbaden und Mannheim, 1905 an der Wiener Volksoper und am Hoftheater von Kassel, 1906 an den Opern Köln und Frankfurt am Main.
1910 sang sie bei der Uraufführung von Banadietrich von Siegfried Wagner als „Ute“, 1919 in Ein Fest auf Haderslev von Robert Heger.
Nach dem Ende ihrer Bühnenkarriere wirkte sie als Gesangspädagogin in Nürnberg, danach in Weimar.
Sie war verheiratet mit dem Opernsänger Eduard Schüller.